# 양준영

## 클럽 경력
양준영은 광운대학교 축구부 주장으로 활약한 뒤, 2025년 1월 천안시티 FC에 입단하며 프로 무대에 진입했다. 측면 수비수와 중앙 미드필더를 오가며 다재다능한 포지션 활용 능력을 보여준다.

## 데뷔 및 활약
2025시즌 K리그2 개막전에서 측면 수비수로 풀타임 출전하며, 팀의 전방 전개와 수비 안정에 기여했다. 6월 기준, 리그 4경기 출전 258분을 소화하며 주전으로 자리 잡는 중이다.

## 특징
174cm·69kg의 신체 조건을 바탕으로 안정적인 수비와 패싱 능력을 겸비했다. 원래 중앙 미드필더 출신으로, 팀 내에서는 수비적 역할에서도 공격 전개 연결자로써 기대를 모으고 있다.

## 통계
- K리그2 (2025): 리그 4경기 258분 출전, 주전 수비수로서 꾸준히 출장 중

## 참고 자료
- 천안시티 FC 공식 SNS – 신인 선수단 입단 발표 (양준영 포함)
- Transfermarkt – 프로필 (생년월일, 키, 등번호, 포지션)
- Soccerbase / OneFootball / AiScore 등 – 2025 시즌 출전 통계